# Botball
Ботбол (на английски: Botball) е образователна програма по роботика, която се фокусира върху привличането на ученици между 5 – 12 клас да се състезават в отбори. Хиляди деца и млади възрастни участват в Botball. Тя е била активна от 1998 г. и представлява учебна програма по роботика, която се фокусира върху проектирането, изграждането и програмирането на чифт автономни роботи. Отборите използват стандартизиран комплект от материали, документират процеса и след това се състезават в турнир, в който всяка година се променят предизвикателствата. Всички материали в комплекта са еднакви с тези на всеки отбор по света, така че няма нечестни предимства. Botball отборите са базирани най-вече в САЩ с повече от 300 отбора и местни турнири в повече от дузина региона. През последните няколко години се провежда годишно „Глобална конференция по образователна роботика“ с международен турнир, който привлича отбори от цялата страна включително Австрия, Китай, Уганда, Полша, Катар, Кувейт и Египет.

## Същност
Мотото на ботбола е „Днешните деца, занимаващите се с ботбол са утрешните учени и инженери.“ Програмата се поддържа от организация с нестопанска цел KISS Institute for Practical Robotics (Абревиатурата KISS е съкращение на инженерния акроним Keep It Simple Stupid, Поддържай го просто и елементарно.). KISS институт за приложна роботика, чиято цел е чрез роботиката да стимулира и ангажира учениците да развиват своя потенциал в инженерството, науката и математиката. Целта на ботбола и на организацията KISS е да насочи бъдещото поколение към науката, технологията, инженерството и математиката. Тази цел се споделя и от NASA Robotics Alliance Project (RAP), която си партнира с ботбола и други образователни програми. Мисията на NASA RAP е да създаде условия за бъдещи експедиции на роботи в космоса и изследването му. НАСА спонсорира ботбол чрез осигуряване на технически ментори и други ресурси. Също така организира безплатни онлайн курсове за програмиране на контролери, използвани в ботбола, управлящи роботи чрез езика С. NASA RAP вижда в ботбола възможност да достигне до бъдещата работна сила и да им осигури подходящи практически умения и необходимите качества за потенциални бъдещи учени, работещи за NASA.
Ботбола е известен със своята комплексност и сложност при провеждането на състезанията с роботи. Това, което отличава ботбола от другите подобни ученически състезания е автономността на роботите, тъй като те не се управляват дистанционно. Учениците използват компютърни науки, за да програмират роботите, да разпознават предизвикателствата и да постигат поставените цели на състезанието. Роботите притежават няколко вида сензори както и две камери за тяхното машинно зрение. Списанието Robot Magazine подчертава в своя статия, че „Всяка година ботболът предлага различни предизвикателства с различни нива на трудност, така че участниците могат да се съсредоточат върху по-трудни за постигане цели или да намерят по-прости решения, базирайки се на техните способности.“ Ботболът използва СВС2, мощен контролер за роботи, който лесно се свързва с голям набор от сензори и изпълнителни устройства и поддържа ARM 9 базиран процесор/Visison процесор работещ на Linux, ARM – 7 базирана DAQ/ Система за контрол на моторите и вграден дисплей, сензорни екрани, които са лесни за използване. CBC2 контролерът използва KISS-C интегрирана среда за разработка и библиотеките ѝ, специално разработени, за лесна употреба от ползватели с много различен опит в програмирането. И CBC2 контролерът, и интегрираната среда за разработка KISS-C са разработени от KISS института и се използват в университетските програми за научни изследвания, както и в ботбол програмите.
Състезанията ботбол се базират на използването на автономни роботи, които извършват серия от задачи за определен период от 2 минути (например събиране на предмети, и преместването им от едно място на друго или разпознаване на обекти с определен цвят и тяхното сортиране.) Сензори и камери предоставят входни данни на роботите, което им помага да индентифицират обектите. Предварително и между рундовете на състезанието участниците програмират роботите, използвайки интегрираната среда за разработка (KISS-C е последната версия). Състезателите също попълват онлайн документация за техния напредък и техните цели, с което печелят точки.
Подобен конкурс за възрастни, наречен the KIPR Open (formerly Beyond Botball), се провежда от 2001.

## История
KISS институтът за приложна роботика е образователна и научноизследователска организация с нестопанска цел, регистрирана в щата Верджиния в САЩ през 1994 година. Нейното седалище се намира в Норман, щата Оклахома. Съоснователи на KISS института са госпожа Катрин Стейн, д-р Дейвид Милър, и д-р Марк Слак с идеята за създаване на център за технологични и образователни програми, базирани на роботиката и използването на роботизираната технология за просперитета на човечествато. Госпожа Стейн се пенсионира като изпълнителен директор, Постът е наследен от Стив Гуутгейм, който е опитен преподавател. Доктор Милър е главен технологичен директор, както е и професор по Авиационна инженерство и механика в университета в Оклахома. Д-р Милър е бивш служител на NASA Jet Propulsion Laboratory (JPL), направил значителен принос към проекта на NASA Mars Rover.
Ботбола за пръв път се провежда през 1997 година от KISS института за приложна роботика.

## Правила

### Конструкция на робота
Роботите могат да бъдат конструирани само от частите, които се съдържат в комплекта.
- До 36 квадратни инча хартия/фолио (която трябва да е 20-паундова хартия или по-малка) може да бъде използвана.
- Връв може да бъде използвана в конструирането на робота; могат да бъдат използвани до 36 инча
- Десет гумени ленти #19 могат да бъдат използвани
- Металните части, които са включени в комплекта не могат да бъдат раздробявани на по-малки части
- От металните части, само плоските пръчки и плочки могат да бъдат огъвани
- Единствените части, които могат да се премахват, на IRobot Create са задните колела, шпленовете, които захващат шофьорското кормило, и стената на задния багажник. Всички останали части не могат да бъдат премахвани или разглабяни.
- Зоната, в която започват роботите е 15 на 24 на 15 инча (5400 кубични инча). През 2010 г. зоната е била 22 на 31.5 на 15 инча (10395 кубични инча)
  - Роботът трябва да бъде с начална височина под 15 инча
- Един отбор може да има 4 различни обекта на полето
  - Всички обекти трябва да могат да се поберат в началната кутия
- Не е позволено използването на безжични комуникации по време на турнира

### Играене
Всяка година има различни правила. През 2008 темата била базирана на космоса, а роботите са били на борда на космическа станция. Роботите трябвало да се подготвят за слънчево изригване като събурат „храна“ (зелени топчета), спасяват „хора от екипажа“ (оранжеви топчета) и разполагат „сателити“ (сини купи) и „слънчеви платна“ (коктейлни чадъри). Роботите трябва също да съберат Botguy (плюшен робот) и градина (голяма зелена топка) и да ги сложат от тяхната страна. Полето е съставено от две дъски 8x4 фута, които са свързани с канавка с размери 2х4. Канавката има по две мостчете от всяка страна, които роботите трябва да съборят, за да ги пресекат и отидат от другата страна.
Размерът на полето зависи от играта; това било 8 на 12 фута, като повечето от повърхността била покрита с 1 – 0.5 инча PVC тръба. Когато два отбора се състезават един срещу друг, започват на срещуположни краища на игралната повърхност и имат 120 секунди да местят обекти и да печелят точки. Накрая на играта роботът трябва да се спре, а когато това стане, съдия отбелязва спечелените точки, за да определи спечелилия робот.

#### Оценяване
За сезона 2008, началният резултат на отбора е 0 точки и след това се пресмятат точките накрая на играта, използвайки стойностите на точките, които се намират в следната таблица:
|                    | Страна 1 („вашата страна“) | Солариум | Подслон | Космос | Страна 2 („стараната на другия отбот“)     |
| ------------------ | -------------------------- | -------- | ------- | ------ | ------------------------------------------ |
| Сателит            | -4                         | -6       | -6      | 0      | N/A                                        |
| Соларно платно     | -3                         | -3       | -3      | 0      | N/A                                        |
| Растение           | 1                          | 6        | 0       | 0      | N/A                                        |
| Екипаж             | 1                          | 0        | 6       | 0      | N/A                                        |
| Градина            | 5                          | 15       | 3       | 0      | N/A                                        |
| Botguy             | 5                          | 3        | 15      | 0      | N/A                                        |
| Роботът на отбор 1 | 0                          | 0        | 0       | 0      | 15 на тяхната страна и 30 в техния подслон |

## Botball сезонът/състезанието
Регионалният Botball сезон започва късно през януари и завършва рано през май. По това време, учениците посещават двудневна работилница и са обучени в основите на компютърното програмиране. Учениците имат 6 до 8 седмици да програмират, построят и тестват роботите си. Докато се развиват роботите учениците трябва да документират докъде са стигнали с работата по робота както и промените, които са направили спрямо оригиналния дизайн. По време на регионалното състезание има 3 рунда: ?, Двойни Елиминации и Алианс.

### Региони и интернационални състезания
До 2012 регионите са:
- Arizona
- Colorado
- Florida
- Greater Chicago
- Greater Los Angeles
- Georgia
- Greater DC/Virginia
- Greater San Diego
- Greater St. Louis
- Hawaiʻi
- Maryland
- New England
- New Mexico
- New York/New Jersey
- Northern California
- Oklahoma
- Poland
- Southern California
- Texas

Botball също има 4 турнира в Средния Изток:
- Egypt
- Qatar
- Kuwait
- United Arab Emirates

От 2011 Botball също има турнири в:
- Austria

Запоявайки през 2001, KIPR започна да провежда национално състезание и през 2003 първият национален отбор участва. Интернационалното състезание се провежда по време на лятото след като всички регионални състезания са приключили. Всеки отбор, който участва в регионалното състезание, може да участва и в интернационалното. Правилата на играта на интернационалното състезание са, като цяло, идентични с тези на регионално състезание преведено през същата година. Събитието се провежда по време на GCER (Глобална Конференция за Обучителна Роботика). KIPR Open (преди познат като Beyond Botball) също се провежда на GCER и множество говорители идват и говорят по теми от сферата на роботиката. GCER е било провеждано в Hawaii; Northern and Southern CA; Norman, OK; Jacksonville, FL; Leesburg, VA; and Edwardsville, IL, и Washington DC. През 2013, GCER ще се продеве в Norman, OK.